# سندالفوت کوو (فلوریدا)
سندالفوت کوو (به انگلیسی: Sandalfoot Cove) یک منطقهٔ مسکونی در ایالات متحده آمریکا است که در شهرستان پام بیچ، فلوریدا واقع شده‌است. سندالفوت کوو ۷٫۷ کیلومتر مربع مساحت و ۱۶٬۵۸۲ نفر جمعیت دارد و ۴ متر بالاتر از سطح دریا قرار دارد.